# Gary Hustwit
Pour les articles homonymes, voir Hustwit.
Gary Hustwit, né en 1965, est un cinéaste et photographe indépendant américain.
Il est surtout connu pour ses documentaires sur le design, qui examinent l'impact des tendances en matière de graphisme, de typographie, de design industriel, d'architecture et d'urbanisme.
Il a déclaré au magazine Dwell : « J'aime l'idée d'examiner de plus près les choses que nous tenons pour acquises et de changer la façon dont les gens les perçoivent ». En plus de la réalisation de films, il a été actif dans les industries indépendantes de la musique et de l'édition de livres.

## Biographie

### Carrière
Gary Hustwit fait ses débuts en tant que réalisateur en 2007 avec Helvetica, un documentaire qui examine le rôle de la typographie et du graphisme dans la culture visuelle. Il sort Objectified (en) en 2009, un film qui traite du design industriel et du design de produits, et met en vedette Jonathan Ive, Marc Newson, Dieter Rams, Hella Jongerius et d'autres. Gary Hustwit réalise Urbanized (en)  en 2011, un documentaire sur l'urbanisme et l'architecture. Les documentaires de Gary Hustwit sont acclamés par la critique et connaissent un succès mondial, Bethan Ryder écrivant dans Wallpaper, « Villes et urbanisme, typographie et brosses à dents – le documentariste américain Gary Hustwit est connu pour tourner son regard curieux sur les choses que nous tenons pour acquises et pour les montrer dans une nouvelle lumière, ce qui lui a valu un culte parmi la communauté mondiale du design ».
En 2012, Gary Hustwit et le photographe Jon Pack (en) annoncent The Olympic City, un projet de photographie documentaire qui examinerait les anciennes villes hôtes des Jeux olympiques et l'impact des événements sur ces villes. La première phase du projet porte sur treize villes, les photographies résultantes sont également exposées dans des musées et des galeries, notamment Storefront for Art and Architecture (en) à New York, à l'Atlanta Contemporary Art Center (en) et en 2016 à l'exposition « Who Shot Sports ? » du Brooklyn Museum of Art. Hustwit et Pack ont déclaré qu'il s'agissait d'un projet en cours et qu'ils continuaient à photographier d'autres villes à travers le monde.
Gary Hustwit est invité à participer à la Biennale d'architecture de Venise 2016 avec Workplace, un film documentaire in situ sur l'avenir du bureau. Le film suivait la conception et la construction du siège new-yorkais de l'agence numérique R/GA (en), conçu avec les architectes Foster + Partners.
En 2016, Gary Hustwit annonce qu'il réalisait un long métrage documentaire sur le concepteur de produits allemand Dieter Rams avec la musique originale de Brian Eno. Rams (en) sort en salles en septembre 2018 et a sa première télévisée sur la BBC en août 2019.

## Filmographie partielle

### Au cinéma

#### Réalisateur
- 2007 : Helvetica
- 2009 : Objectified (en)
- 2011 : Urbanized (en)
- 2012 : The Landfill
- 2016 : Workplace
- 2018 : Rams (en)
- 2019 : "Jubilee" (music video pour JD McPherson)
- 2020 : The Map (documentary short)
- 2024 : Eno (en)

#### Producteur
- 2002 : I Am Trying to Break Your Heart de Sam Jones
- 2003 : "Dirty Old Town" (Ted Leo and the Pharmacists) de Justin Mitchell
- 2010 : Oddsac (en) d'Animal Collective, réalisé par Danny Perez

## Récompenses et distinctions
En 2008, Gary Hustwit est nommé pour le prix Independent Spirit "Truer Than Fiction" pour Helvetica.
- (en) Gary Hustwit: Awards, sur l'Internet Movie Database